# Hornonitranské muzeum
Hornonitranské muzeum (slovensky Hornonitrianske múzeum) je muzeum v Prievidzi na Slovensku. Muzeum vzniklo v roce 1985 jako jedno z nejmladších muzeí na Slovensku. V expozici muzea je množství památek z historie Hornonitranského regionu. K unikátům hornonitranského muzejního fondu patří například paleolitická štípaná industria, stříbrný poklad z římského hrobu, románský meč z 11. století, sbírka zlatých mincí, cechovní památky, doklady tradičního odívání, soubor maleb na skle, stříbrné šperky z regionu.
Evropský význam má rozsáhlá sbírka bezobratlých a jedinečné paleontologické nálezy třetihorní flóry a fauny. Součástí muzea je i pracoviště v kostele v Diviacké Nové Vsi.